# I Need Love
I Need Love ist eine Rap-Ballade von LL Cool J aus dem Jahr 1987, die von ihm geschrieben wurde. Sie erschien auf dem Album Bigger and Deffer.

## Geschichte
In der Handlung des Liedes sehnt sich der Protagonist nach einem jungen Mädchen, das ihn liebt und mit ihm gerne Zeit verbringt. Eine Roland TR-808 diente als elektronisches Schlagzeug.
Die Veröffentlichung fand am 13. Juli 1987 statt. Der Song gilt als erste bekannte „Rap-Ballade“, die gefühlige Soul-Thematiken mit Rap-Musik zusammenbrachte.

## Musikvideo
Die Handlung des Musikvideos ist an das Lied angelehnt. Zu Beginn sitzt LL Cool J mit einigen Frauen auf einem Sofa, beim Hinausgehen wird er von Fans bejubelt, und er rappt bei einem Gang durch ein Wohnzimmer das Lied. Er setzt sich anschließend in eine Limousine. In einer Fadeout-Szene sitzt ein Mädchen weinend auf einem Bett hinter LL Cool J. Nach der Fahrt steigt er vor jubelnden Fans aus und gibt einer Reporterin ein Interview. Währenddessen streitet sich das Mädchen mit seinem Vater aufgrund der schlechten Zensuren im Zeugnis, und vor lauter Wut reißt der Vater ein Poster von LL Cool J von der Wand, worauf die Tochter weint. Wieder steigt LL Cool J aus einer Limousine aus und wird von Fans und Paparazzi verfolgt. Er flüchtet zurück in die Limousine, wo bereits das Mädchen aus der vorigen Szene sitzt. Während der Fahrt kommen das Mädchen und er ins Gespräch, worauf beide sich umarmen und schließlich in einer Badewanne zu sehen sind.

## Coverversionen
- 1992: Luka Bloom
- 2000: Necro (I Need Drugs)
- 2001: Jagged Edge (Promise (Cool JD Remix))
- 2007: Sido (Ich brauch schlaf)